# Conopidă romanesco
Conopida romanesco (cunoscută și sub denumirea simplă romanesco sau denumirea incorectă de broccoli romanesco) este un tip de conopidă (Brassica oleracea var. botrytis) din specia Brassica oleracea, care include conopida (Brassica oleracea var. botrytis), broccoliul (Brassica oleracea var. italica), varza (Brassica oleracea var. capitata), varza de Bruxelles (Brassica oleracea var. gemmifera) și gulia (Brassica oleracea var. gongylodes). 
Are un mugur floral comestibil, de culoare verde deschisă și are o formă care aproximează în mod natural un fractal. Conopida romanesco are o aromă de nucă și o textură mai fermă decât conopida obișnuită atunci când este gătită.

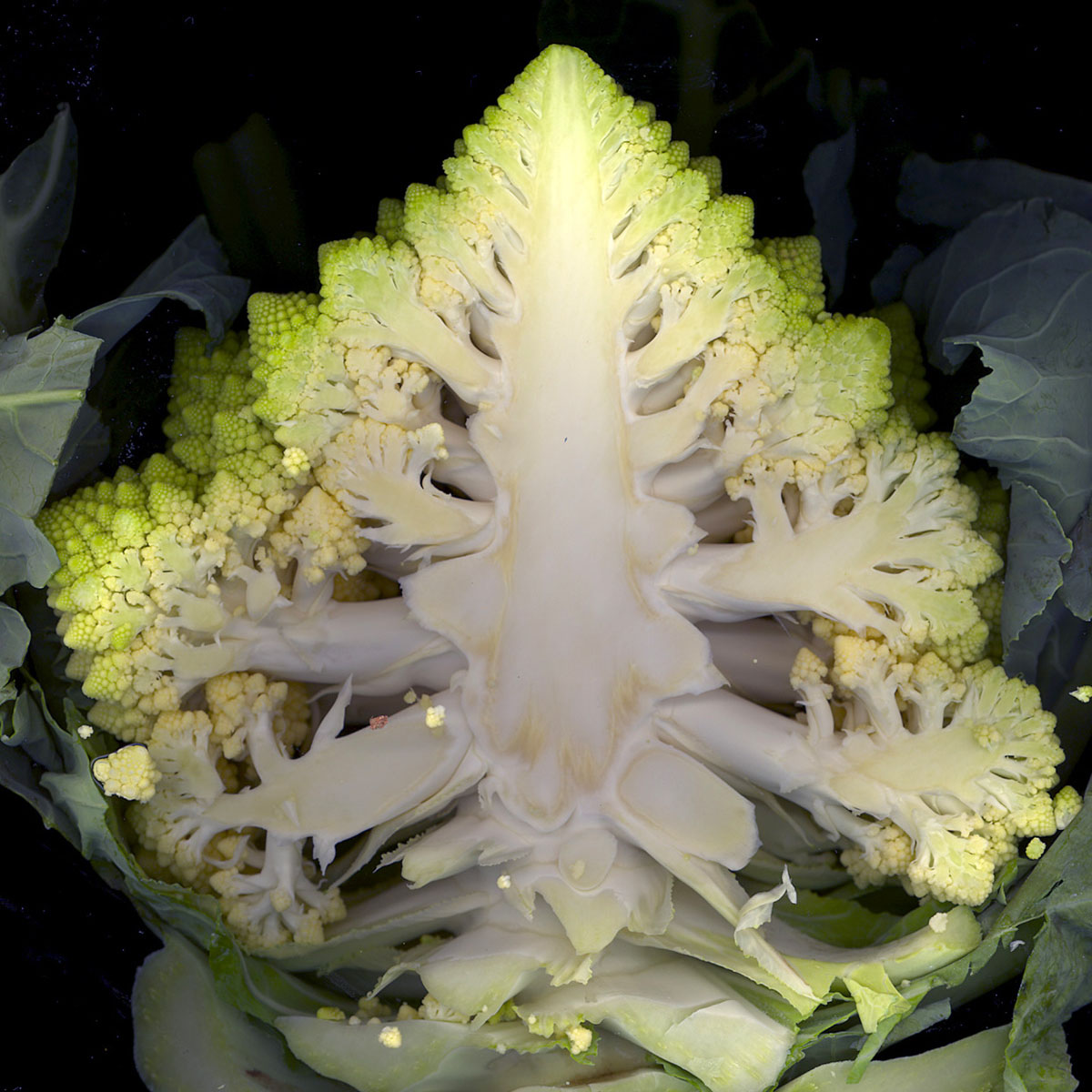
Romanesco seamănă superficial cu o conopidă, dar are o formă fractală distinctă vizual (secțiune longitudinală)

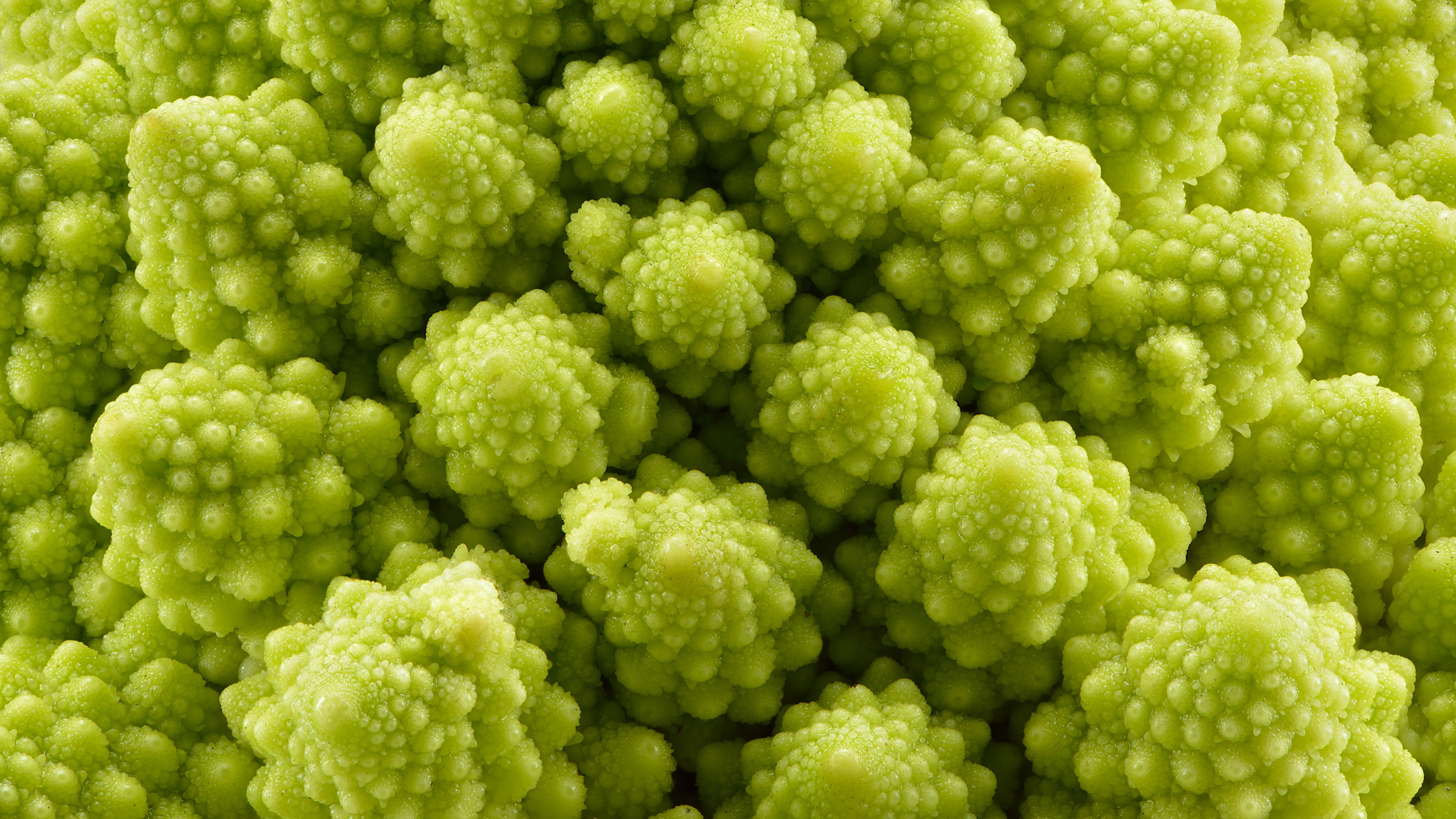
Conopidă romanesco văzută de aproape

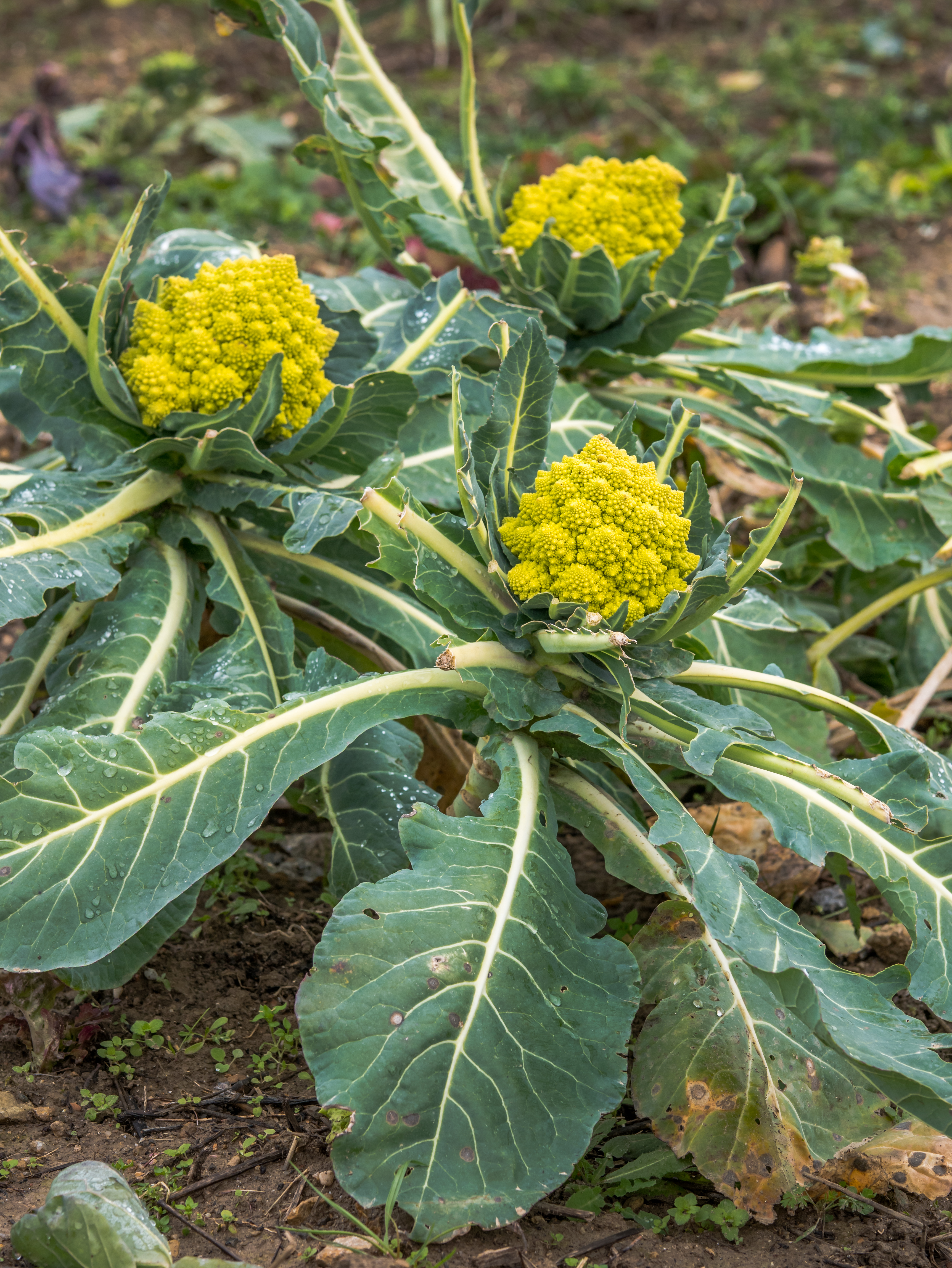
Conopidă Romanesco într-un câmp

## Structura fractală
Inflorescența (mugurul) are meristemele ramificate, alcătuind o spirală logaritmică, dând o formă care aproximează un fractal natural; fiecare mugure este compus dintr-o serie de muguri mai mici, toți aranjați într-o altă spirală logaritmică. Acest tipar matematic auto-similar continuă la niveluri mai mici. Modelul este doar un fractal aproximativ, deoarece modelul se termină în cele din urmă când dimensiunea acestor caracteristici devine suficient de mică. Numărul de spirale de pe căpățâna unei conopide Romanesco este un număr Fibonacci.
Cauza diferențelor sale de aspect față de conopida normală și broccoliul normal a fost explicată printr-un model care prelungește etapa de pre-inflorescență a creșterii mugurilor.  Un studiu din 2021 a atribuit acest fenomen unor perturbări în genele florale care au ca urmare eșecul dezvoltării meristemelor în flori și, în consecință, se repetă tiparul meristemelor într-un mod matematic auto-similar.  